# 재스페인 한국인
재스페인 교민(在西橋民, 스페인어: Coreanos en España, 영어: Koreans in Spain)은 스페인의 한국인이다.

## 인구 및 분포
스페인 통계청이 발표한 2006년 통계에 따르면 대한민국에서 태어나 스페인으로 건너온 주민(등록자 기준) 2,873명 중 스페인 국적은 514명이고 다른 국적자는 2.359명이다. 스페인 국적자 중에는 양성 비율이 1.3:1로 남성이 좀 더 많으며 스페인국적이 아닌 사람들과는 정 반대이다. 1980년에서 2004년 사이 총 696명의 대한민국 국적자가 스페인 국적을 취득했다. 대한민국의 외교통상부는 영사관에 등록된 것으로 파악하고 있으며 2005년 기준 3,769명이 등록되어 있는 것으로 파악하고 있다. 이 기록에서는 2,538명이 본토에 1,231명이 라스 팔마스에 거주하고 잇는 것으로 파악되며 서유럽에 분포하는 한국인으로는 영국, 독일, 프랑스, 이탈리아에 이어 다섯번째로 많은 수치다.

## 라스 팔마스
라스 팔마스에 분포하는 한국인들은 스페인 본토와는 확연히 다른 공동체를 구성한다. 한인타운과 같이 분포하여 뚜렷하게 한국인들의 집단 거주지임이 나타난다. 원양어선 선원들이 많으며 수십년 동안 건설과 함께 주요 노동 업종이었다. 1970년데에는 거의 7천명의 사람들이 라스팔마스에 분포하여 2%의 인구를 차지할 정도였다. 많은 사람들이 가족들과 함께 이주해 뿌리를 내렸고 아이들을 지방 학교에 보내기 시작했다. 그러나 1990년대에 들어 원양어업 사업의 선박 진출이 대한민국에서부터 떨어지면서 그 숫자가 급격하게 줄어들어 1997년 2,283명이던 것이 1999년에는 1,292명으로 더욱 줄어들어 현재에는 그 수치를 유지하고 있다. 대부분의 잔류 한국인들은 어업에 종사하지 않으며 상당한 재력을 갖출 정도로 다른 사업 분야와 다른 재계 분야에 진출했다.

## 스페인 본토
스페인 본토에 거주하는 한국인 공동체는 두 그룹으로 나뉜다; 주로 소사업 경영자인 남성으로 대한민국의 기업에서 파견과 가족들과 거주하는 사람들 그리고 스페인 대학들에서 공부하는 여대생들이다. 태권도를 비롯해 한국 무술을 가르치는 사람들의 수도 적지 않으며 도장을 운영하거나 사업을 꾸리고 있다. 대한민국 국적이거나 대한민국에서 온 사람들만 있는 것은 아니며 조선족이나 아르헨티나 국적의 동포들도 거주하고 있다. 그 인구는 1990년대 급속도로 늘었다가 1997년 아시아 금융위기 때 줄어들어 대부분의 서울 주재 기업들이 동유럽으로 사업 구상을 옮기면서 더욱 뚜렷해졌다.

## 같이 보기
- 재외 동포
  - 재독 동포